# The Long Run (album)
The Long Run je šesti studijski album ameriške glasbene skupine Eagles. Album je izšel 24. septembra 1979 pri založbi Asylum Records. The Long Run je prvi album skupine Eagles, kjer je kot bas kitarist sodeloval Timothy B. Schmit, ki je zamenjal originalnega bas kitarista Randyja Meisnerja. Album je bil do leta 2007 skupinin zadnji studijski album, čeprav je nekaj novih skladb izšlo na sicer albumu v živo Hell Freezes Over in zadnji album, ki ga je skupina izdala pri založbi Asylum Records.
Ob izdaji se je album uvrstil na 2. mesto Billboardove lestvice pop albumov, čez en teden pa se je prebil na 1. mesto, kjer je ostal osem tednov. Prodanih je bilo več kot 7 milijonov izvodov tega albuma.
Z albuma so izšli trije singli »Heartache Tonight«, »The Long Run«, in »I Can't Tell You Why«. Uvrščeni so bili na 1., 8. in 8. mesto. Skupina je osvojila tudi Grammyja za skladbo "Heartache Tonight".

## Seznam skladb
| Stran 1 | Stran 1                | Stran 1                         | Stran 1           | Stran 1 |
| Št.     | Naslov                 | Pisec                           | Glavni vokal      | Dolžina |
| ------- | ---------------------- | ------------------------------- | ----------------- | ------- |
| 1.      | „The Long Run‟         | Don Henley, Glenn Frey          | Don Henley        | 3:42    |
| 2.      | „I Can't Tell You Why‟ | Timothy B. Schmit, Henley, Frey | Timothy B. Schmit | 4:56    |
| 3.      | „In the City‟          | Joe Walsh, Barry De Vorzon      | Joe Walsh         | 3:46    |
| 4.      | „The Disco Strangler‟  | Don Felder, Henley, Frey        | Henley            | 2:46    |
| 5.      | „King of Hollywood‟    | Henley, Frey                    | Henley, Frey      | 6:27    |

| Stran 2         | Stran 2                           | Stran 2                                | Stran 2         | Stran 2 |
| Št.             | Naslov                            | Pisec                                  | Glavni vokal    | Dolžina |
| --------------- | --------------------------------- | -------------------------------------- | --------------- | ------- |
| 6.              | „Heartache Tonight‟               | Henley, Frey, Bob Seger, J. D. Souther | Frey            | 4:27    |
| 7.              | „Those Shoes‟                     | Felder, Henley, Frey                   | Henley          | 4:57    |
| 8.              | „Teenage Jail‟                    | Henley, Frey, Souther                  | Frey, Henley    | 3:44    |
| 9.              | „The Greeks Don't Want No Freaks‟ | Henley, Frey                           | Henley          | 2:21    |
| 10.             | „The Sad Café‟                    | Henley, Frey, Walsh, Souther           | Henley          | 5:35    |
| Skupna dolžina: | Skupna dolžina:                   | Skupna dolžina:                        | Skupna dolžina: | 42:50   |

## Zasedba

### Eagles
- Don Felder – vokali, kitare, talkbox, orgle
- Glenn Frey – vokali, kitare, sintetizator, klaviature
- Don Henley – vokali, bobni, tolkala
- Timothy B. Schmit – vokali, bas kitara
- Joe Walsh – vokali, električne kitare, slide kitara, talkbox, klaviature

## Singli
- »Heartache Tonight«/»Teenage Jail« – Asylum 46545; izdan 18. septembra 1979
- »The Long Run«/»Disco Strangler« – Asylum 46569; izdan 27. novembra 1979
- »I Can't Tell You Why«/»The Greeks Don't Want No Freaks« – Asylum 46608; izdan 4. februarja 1980